# Autoritat del Canal de Suez
Autoritat del Canal de Suez (Suez Canal Authority SCA) és una autoritat estatal que posseeix, opera i manté el canal de Suez. Va ser creada per Egipte per reemplaçar la Companyia del Canal de Suez que fou nacionalitzada el 1956 el que va donar lloc a la crisi de Suez. Després va intervenir l'ONU, i Egipte va accedir a pagar milions de dòlars als accionistes afectats per la nacionalització de la Companyia del Canal de Suez.

## Creació i organització
SCA és una autoritat independent dotada de personalitat jurídica. SCA va ser establerta per l'acte de nacionalització signat el 26 de juliol de 1956 pel president egipci Gamal Abdel Nasser. L'acte, al mateix temps va nacionalitzar la Companyia del Canal de Suez i va transferir tots els seus actius i empleats a la SCA que establia la pròpia llei.
L'oficina central es troba a Ismaïlia. A Port Said s'utilitza l'edifici de l'administració de l'anterior Suez Canal Company. El seu Consell d'Administració està format per 14 persones, inclòs el president i conseller delegat.

## Presidents de l'Autoritat del Canal de Suez
Des de la nacionalització (1956-present):
- Helmi Bahgat Badawi (26 de juliol de 1956 a 9 de juliol de 1957)
- Mahmoud Younis (10 de juliol de 1957 fins a 10 d'octubre de 1965)
- Mashhour Ahmed Mashhour (14 d'octubre de 1965 fins al a 31 de desembre de 1983)
- Mohamed Ezzat Adel (1 de gener de 1984 fins a desembre de 1995)
- Ahmed Ali Fadel (22 de gener de 1996-agost de 2012)
- Mohab Mamish (Agost de 2012 - present)

## Actius, deures i responsabilitats
La SCA posseeix el Canal de Suez i totes les àrees, edificis i equips pertanyents a aquesta obra. La SCA és responsable d'operar i del manteniment del Canal de Suez, per a la seguretat del trànsit i per tots els altres assumptes relacionats amb aquests.
SCA emet les Regles de navegació, fixa els peatges per l'ús del canal i els recull. Els peatges s'expressen en XDR i es recullen en USD, GBP, EUR i altres monedes. El 2008, el total d'ingressos dels peatges va ser 5.381,9 milions de dòlars per al pas d'un total de 21.415 embarcacions - resultant en un cost mitjà de 251.314,5 USD per vaixell.
D'acord amb l'acte de nacionalització, la SCA està obligada per la Convenció de Constantinoble de 1888, que atorga el dret d'accés i ús del Canal gratuïta en igualtat de condicions a tots els vaixells, vaixells comercials i vaixells de guerra, en temps de pau o de guerra, fins i tot als vaixells de les parts bel·ligerants. La SCA és responsable de la gestió del trànsit computat recolzat pel radar, per les 14 estacions experimentals i els seus pilots. Des de 1996, SCA opera la Formació Marítima i Centre de Simulació per als seus pilots. SCA opera uns 60 vaixells i embarcacions, com ara remolcadors, dragues, grues i vaixells més petits.
Segons el lloc web de SCA, les seves instal·lacions també inclouen:
- 14 connexions de ferri amb 36 transbordadors;
- el túnel viari Ahmed Hamdi;
- la drassana del Nil;
- els camins al costat del canal;
- una producció de seda a una granja a Serabium utilitzant aigües residuals sanitàries tractada per al reg;
- plantes d'aigua a les ciutats de la cadena;
- 12.000 unitats d'habitatge;
- un hospital d'Ismaïia i d'emergència hospitals en ambdós extrems de la cadena;
- 4 escoles, i
- diversos centres esportius i recreatius.